# Каасен, Гуннар
Гуннар Каасен (норв. Gunnar Eisten Kaasen; 11 марта 1882, Квенанген, Норвегия — 27 ноября 1960, Эверетт, США) — норвежский путешественник, каюр и золотодобытчик. Прославился благодаря своему участию в гонке милосердия 1925 года.

## Биография

### Ранняя жизнь
Гуннар Эйстен Каасен родился 11 марта 1882 года в городке Квенанген в фюльке Тромс в семье Ганса Хенрика Педерсена Каасена и Анны Ловисы Ольсдаттер Хокки. В 1903 году 21-летний Гуннар отправился золотодобытчиком на Аляску на мыс Ном, где рядом располагался одноимённый город. Каасен, будучи каюром, приобрёл в Номе известность, так как единственной связью города с внешним миром являлись собачьи упряжки, на которых можно было перевозить почту и продовольствие. К событиям 1925 года Гуннар Каасен был женат на Анне Софье Каасен (урождённая Даниельсон) и сотрудничал с ещё одним местным каюром, Леонардом Сеппалой.

### Великая гонка милосердия
В январе 1925 года обнаружилось, что дети местных индейцев страдают от дифтерии. Впоследствии, от этой болезни заразились и другие дети в Номе, положив своё начало эпидемии. В число больных детей попала и 8-летняя дочь Каасена. Между тем, необходимое лекарство, противодифтерийная сыворотка с антитоксином, в городе отсутствовало. Ближайшим местом, где удалось найти остатки лекарства, был город Анкоридж. Попытки доставить оттуда антитоксин не увенчались успехом из-за отсутствия железнодорожного пути между городами и плохой погоды для самолётов. Все надежды остались на собачью упряжку, и сыворотку было решено доставить в Ненану, а оттуда — по очереди участникам гонки на упряжках. Всего в эстафете приняло участие двадцать человек. Гуннар Каасен был последним из них, вожаком его упряжки был 6-летний пёс Балто. В 5:30 утра по местному времени 2 февраля 1925 года Гуннар доставил необходимое лекарство в Ном.
Гуннар, как и остальные 19 участников эстафеты, получили вознаграждение в виде денег и медалей, но в отличие от других Каасен стал знаменитостью. Гуннару даже предложили роль в короткометражном фильме «Balto's Race to Nome», посвящённому гонке, и выдали тому 1000 долларов. 17 декабря 1925 года Гуннар присутствовал на церемонии открытия памятника в честь Балто. Один из участников экспедиции, Леонардо Сепалла, а также владелец Балто, прошедший самый длинный и опасный путь вместе с 12-летним псом Того, назвал Каасена «выскочкой». Ежегодные гонки на собачьих упряжках, посвящённые событиям 1925 года, признают Сепаллу победителем гонки.

### Жизнь после гонки
В конце февраля 1925 года Гуннар с разрешения Сепаллы взял себе Балто и других собак из его упряжки с целью проведения тура по стране. Путешествуя по США вместе с собаками, Каасен и Балто прославились на весь мир. Вернувшись из тура, Гуннар продал Балто и остальных собак Сэму Хьюстону. Оставшуюся жизнь Каасен прожил спокойно, поселившись в Эверетте в 1952 году. Гуннар Эйстен Каасен скончался в возрасте 78 лет от рака и был похоронен в местном мемориальном парке рядом со своей женой Анной.

## Галерея

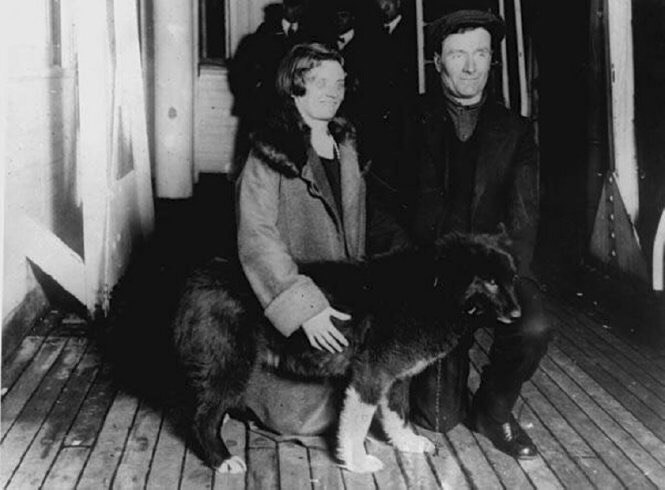
Гуннар вместе с Балто
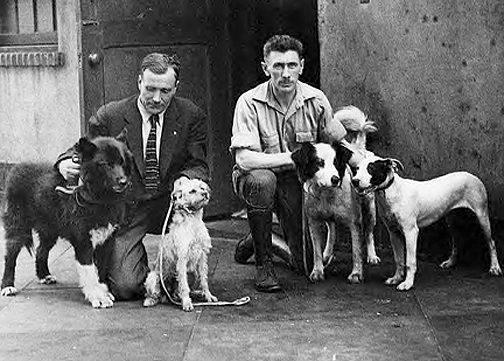
Гуннар в туре по Америке